# Condensat biomoléculaire
 (août 2025).
En biologie cellulaire, les condensats biomoléculaires, ou condensats cellulaires, sont des gouttelettes de liquide ou de gel au sein du cytoplasme ou des organites des cellules. Constitués de protéines et d'ARN, formés par séparation de phase et dépourvus de membrane, ils jouent un rôle essentiel dans l'organisation interne de la cellule et dans la coordination de ses composants moléculaires.